# Jeździectwo na Letnich Igrzyskach Olimpijskich 1964
Jeździectwo na Letnich Igrzyskach Olimpijskich 1964 w Tokio rozgrywane było w dniach 16–23 października. W zawodach wzięło udział 116 jeźdźców (w tym 13 kobiet) z 20 krajów. Polacy nie startowali.

## Medaliści
| Konkurencja                            | Złoto | Srebro | Brąz |
| Ujeżdżenie – indywidualnie             | Szwajcaria · Henri Chammartin na koniu Wörmann                                                                                          | Wspólna Reprezentacja Niemiec Harry Boldt na koniu Remus                                                                            | ZSRR · Siergiej Fiłatow na koniu Absent                                                                                     |
| Ujeżdżenie – drużynowo                 | Wspólna Reprezentacja Niemiec Harry Boldt na koniu Remus Reiner Klimke na koniu Dux Josef Neckermann na koniu Antoinette                | Szwajcaria · Henri Chammartin na koniu Wörmann · Gustav Fischer na koniu Wald · Marianne Gossweiler na koniu Stephan                | ZSRR · Siergiej Fiłatow na koniu Absent · Iwan Kizimow na koniu Ikhor · Iwan Kalita na koniu Moar                           |
| WKKW – indywidualnie                   | Włochy · Mauro Checcoli na koniu Surbean                                                                                                | Argentyna · Carlos Moratorio na koniu Chalan                                                                                        | Wspólna Reprezentacja Niemiec Fritz Ligges na koniu Donkosak                                                                |
| WKKW – drużynowo                       | Włochy · Mauro Checcoli na koniu Surbean · Paolo Angioni na koniu King · Giuseppe Ravano na koniu Royal Love                            | Stany Zjednoczone · Michael Page na koniu The Grasshopper · Kevin Freeman na koniu Gallopade · Michael Plumb na koniu Bold Minstrel | Wspólna Reprezentacja Niemiec Fritz Ligges na koniu Donkosak Horst Karsten na koniu Condora Gerhard Schulz na koniu Balza X |
| Skoki przez przeszkody – indywidualnie | Francja · Pierre Jonquères d’Oriola na koniu Lutteur B                                                                                  | Wspólna Reprezentacja Niemiec Hermann Schridde na koniu Dozent II                                                                   | Wielka Brytania · Peter Robeson na koniu Firecrest                                                                          |
| Skoki przez przeszkody – drużynowo     | Wspólna Reprezentacja Niemiec Hermann Schridde na koniu Dozent II Kurt Jarasinski na koniu Torro Hans Günter Winkler na koniu Fidelitas | Francja · Pierre Jonquères d’Oriola na koniu Lutteur B · Janou Lefèbvre na koniu Kenavo D · Guy Lefrant na koniu Monsieur de Littry | Włochy · Piero D’Inzeo na koniu Sun Beam · Raimondo D’Inzeo na koniu Posillipo · Graziano Mancinelli na koniu Rockette      |

## Klasyfikacja medalowa
| Lp. | Państwo                       |   |   |   | Razem |
| --- | ----------------------------- | - | - | - | ----- |
| 1.  | Wspólna Reprezentacja Niemiec | 2 | 2 | 2 | 6     |
| 2.  | Włochy                        | 2 | 0 | 1 | 3     |
| 3.  | Francja                       | 1 | 1 | 0 | 2     |
| 3.  | Szwajcaria                    | 1 | 1 | 0 | 2     |
| 5.  | Argentyna                     | 0 | 1 | 0 | 1     |
| 5.  | USA                           | 0 | 1 | 0 | 1     |
| 7.  | ZSRR                          | 0 | 0 | 2 | 2     |
| 8.  | Wielka Brytania               | 0 | 0 | 1 | 1     |